# Municipio de Stanton (Carolina del Norte)
El municipio de Stanton (en inglés: Stanton Township) es un municipio ubicado en el  condado de Wilkes en el estado estadounidense de Carolina del Norte. En el censo de los Estados Unidos de 2010 tenía una población de 541 habitantes.

## Geografía
El municipio de Stanton se encuentra ubicado en las coordenadas 36°11′42.47″N 81°18′42.33″O / 36.1951306, -81.3117583.